# Крутов, Виталий Иванович (биолог)
Виталий Иванович Кру́тов (1938—2012) — российский биолог, лесовод, директор Института леса КарНЦ РАН (1994—2012).

## Биография
В 1955 году окончил с серебряной медалью среднюю школу.
После окончания в 1960 году лесохозяйственного факультета Ленинградской лесотехнической академии имени Кирова, работал в Институте леса КарНЦ РАН, заведующий лабораторией лесной микологии и энтомологии, директор института в 1994—2012 годах.
Исследования Крутова внесли значительный вклад в развитие экологии, лесной фитопатологии, микологии и лесозащиты на севере и северо-западе Российской Федерации.

## Научные труды
Является автором и соавтором более 250 научных работ, в том числе 15 монографий и книг, 2 учебных пособий.
- Крутов В. И. Грибы Карелии и Мурманской области (эколого-систематический список) / В. И. Шубин, В. И. Крутов. — Л. : Наука, 1979. — 107 с.
- Крутов В. И. Грибные болезни хвойных пород в искусственных ценозах таежной зоны европейского Севера СССР / науч. ред. И. И. Минкевич. — Петрозаводск : Карельский филиал АН СССР, 1989. — 207 с.
- Крутов В. И. Грибные болезни древесных пород : учеб. пособие / В. И. Крутов, И. И. Минкевич. — Петрозаводск : КарНЦ РАН, 2002. — 195 с. — ISBN 5-9274-0095-7.

## Награды и премии
- Заслуженный лесовод Карельской АССР (1988)
- Заслуженный лесовод Российской Федерации (1996)
- Лауреат года Республики Карелия (2001)